# Thể thao dưới nước tại Đại hội Thể thao Đông Nam Á 2009
Thể thao dưới nước tại Đại hội Thể thao Đông Nam Á năm 2009 được tổ chức tại Viêng Chăn, Lào, bao gồm các môn: bơi, nhảy cầu và bóng nước. Các nội dung thi đấu diễn ra tại Khu liên hợp thể thao Quốc gia Lào. Đây là một trong những nhóm môn có nhiều nội dung tranh tài và thu hút sự quan tâm lớn của người hâm mộ.

## Nhảy cầu
Các nội dung thi đấu môn nhảy cầu tại Đại hội Thể thao Đông Nam Á năm 2009 được tổ chức tại Bể bơi thuộc Khu liên hợp thể thao quốc gia của Lào, diễn ra từ ngày 11 đến ngày 14 tháng 12. Trong suốt 4 ngày thi đấu, các vận động viên đến từ nhiều quốc gia trong khu vực đã tranh tài ở nhiều nội dung khác nhau với tổng cộng 8 bộ huy chương vàng được trao.

### Bảng huy chương
| Hạng               | Đoàn               | Vàng | Bạc | Đồng | Tổng số |
| ------------------ | ------------------ | ---- | --- | ---- | ------- |
| 1                  | Malaysia           | 6    | 1   | 2    | 9       |
| 2                  | Indonesia          | 1    | 3   | 1    | 5       |
| 3                  | Việt Nam           | 1    | 0   | 1    | 2       |
| 4                  | Philippines        | 0    | 4   | 1    | 5       |
| 5                  | Thái Lan           | 0    | 0   | 3    | 3       |
| Tổng số (5 đơn vị) | Tổng số (5 đơn vị) | 8    | 8   | 8    | 24      |

### Nam

#### 3 m cầu mềm
12 tháng 12
| Vận động viên    | NOC         | Điểm   |
| ---------------- | ----------- | ------ |
| Yeoh Ken Nee     | Malaysia    | 450.45 |
| Nino Caro        | Philippines | 429.00 |
| Muhammad Fakhrul | Malaysia    | 423.75 |
| Jam Jami Akhmad  | Indonesia   | 380.00 |
| Zardo Domenios   | Philippines | 377.00 |
| Vũ Anh Duy       | Việt Nam    | 312.90 |
| Philavanh C      | Lào         | 257.85 |
| Satit Tommaoros  | Thái Lan    | 134.50 |
| Somsouk L        | Lào         | 325.50 |

#### 10 m cầu cứng
11 tháng 12
| Vận động viên       | NOC         | Điểm   |
| ------------------- | ----------- | ------ |
| Bryan Nickson Lomas | Malaysia    | 476.15 |
| Muhammad Nasrullah  | Indonesia   | 421.65 |
| Ryan Fabriga        | Philippines | 413.95 |
| Jaime Asok          | Philippines | 371.50 |
| Noor Husaini        | Indonesia   | 315.05 |
| Abd Rashid          | Malaysia    | 308.15 |
| Khaing Maung Kyi    | Myanmar     | 248.05 |
| Chantasead N.       | Thái Lan    | 223.50 |
| Satit Tommaoros     | Thái Lan    | 219.70 |

#### 3 m cầu mềm nhảy đôi
13 tháng 12
| Vận động viên                    | NOC         | Điểm   |
| -------------------------------- | ----------- | ------ |
| Bryan Nickson Lomas/Yeoh Ken Nee | Malaysia    | 406.32 |
| Nino Carog/Zardo Domenios        | Philippines | 366.96 |
| Noor Husaini/Jam Jami Akhmad     | Indonesia   | 336.69 |
| Nguyễn Minh Sang/Vũ Anh Duy      | Việt Nam    | 321.75 |
| Satit Tommaoros/Suchart Pichi    | Thái Lan    | 293.25 |

#### 10 m cầu cứng nhảy đôi
14 tháng 12
| Vận động viên                   | NOC         | Điểm   |
| ------------------------------- | ----------- | ------ |
| Noor Husaini/Muhammad Nasrullah | Indonesia   | 376.74 |
| Jaime Asok/Ryan Fabriga         | Philippines | 374.22 |
| Satit Tommaoros/Suchart Pichi   | Thái Lan    | 275.25 |
| Naung Kya/Nyi Nyi Tun           | Myanmar     | 269.19 |

### Nội dung của nữ

#### 3 m cầu mềm
11 tháng 12
| Vận động viên    | NOC         | Điểm   |
| ---------------- | ----------- | ------ |
| Hoàng Thanh Trà  | Việt Nam    | 290.20 |
| Sheila Mae Perez | Philippines | 286.85 |
| Leong Mun Yee    | Malaysia    | 279.30 |
| Sari Ambarwati   | Indonesia   | 261.60 |
| Cheong Jun Hoong | Malaysia    | 258.25 |
| Fasavang         | Lào         | 163.55 |

#### 10 m cầu cứng
12 tháng 12
| Vận động viên        | NOC       | Điểm   |
| -------------------- | --------- | ------ |
| Pandelela Rinong     | Malaysia  | 362.95 |
| Traisy Vivien Tukiet | Malaysia  | 334.65 |
| Sukruthai T          | Thái Lan  | 281.90 |
| Della Dinarsari      | Indonesia | 239.85 |
| Sutteenuch P         | Thái Lan  | 239.55 |

#### 3 m cầu mềm nhảy đôi
14 tháng 12
| Vận động viên                     | NOC       | Điểm   |
| --------------------------------- | --------- | ------ |
| Leong Mun Yee/Ng Yan Yee          | Malaysia  | 294.72 |
| Maria Natalie Dind/Sari Ambarwati | Indonesia | 258.45 |
| Lê Thị Thúy Hoàng/Hoàng Thanh Trà | Việt Nam  | 249.90 |
| Sukruthai T./Neeranuch C.         | Thái Lan  | 236.61 |

#### 10 m cầu cứng nhảy đôi
13 tháng 12
| Vận động viên                  | NOC       | Điểm   |
| ------------------------------ | --------- | ------ |
| Leong Mun Yee/Pandelela Rinong | Malaysia  | 300.84 |
| Della Dinarsari/Sari Ambarwati | Indonesia | 252.21 |
| Sukruthai T./Sutteenuch P.     | Thái Lan  | 225.42 |

## Bóng nước
Các trận đấu môn bóng nước tại Đại hội Thể thao Đông Nam Á năm 2009 diễn ra từ ngày 5 đến ngày 7 tháng 12. Giải đấu quy tụ 4 đội tuyển tham dự, thi đấu theo thể thức vòng tròn một lượt để xác định thứ hạng chung cuộc. Đội tuyển Singapore – đương kim vô địch – tiếp tục thể hiện sự vượt trội tuyệt đối khi giành chức vô địch lần thứ 23 liên tiếp kể từ khi quốc gia này giành được độc lập vào năm 1965.

### Bảng huy chương
| Hạng               | Đoàn               | Vàng | Bạc | Đồng | Tổng số |
| ------------------ | ------------------ | ---- | --- | ---- | ------- |
| 1                  | Singapore          | 1    | 0   | 0    | 1       |
| 2                  | Philippines        | 0    | 1   | 0    | 1       |
| 3                  | Indonesia          | 0    | 0   | 1    | 1       |
| 4                  | Thái Lan           | 0    | 0   | 0    | 0       |
| Tổng số (4 đơn vị) | Tổng số (4 đơn vị) | 1    | 1   | 1    | 3       |

### Vòng tròn một lượt
Xếp hạng chung cuộc
| Đội           | ST | T | H | B | BT | BB | HS  | Đ |
| ------------- | -- | - | - | - | -- | -- | --- | - |
| 1 Singapore   | 3  | 3 | 0 | 0 | 30 | 11 | 19  | 6 |
| 2 Philippines | 3  | 2 | 0 | 1 | 20 | 20 | 0   | 4 |
| 3 Indonesia   | 3  | 1 | 0 | 2 | 24 | 35 | −11 | 2 |
| 4 Thái Lan    | 3  | 0 | 0 | 3 | 17 | 25 | −8  | 0 |

Kết quả
| 5 tháng 12 năm 2009 13:00 UTC+7 | Game 1 | INA                                  | 5–14 | SIN | Swimming Pool, National Sports Complex |
| 5 tháng 12 năm 2009 13:00 UTC+7 | Game 1 | Điểm số theo 15p: 2-5, 1-2, 0-5, 2-2 |      |     | Swimming Pool, National Sports Complex |

| 5 tháng 12 năm 2009 14:30 UTC+7 | Game 2 | THA                                  | 4–6 | PHI | Swimming Pool, National Sports Complex |
| 5 tháng 12 năm 2009 14:30 UTC+7 | Game 2 | Điểm số theo 15p: 1-1, 0-0, 0-3, 3-2 |     |     | Swimming Pool, National Sports Complex |

| 6 tháng 12 năm 2009 13:00 UTC+7 | Game 3 | PHI                                  | 1–8 | SIN | Swimming Pool, National Sports Complex |
| 6 tháng 12 năm 2009 13:00 UTC+7 | Game 3 | Điểm số theo 15p: 1-3, 0-3, 0-1, 0-1 |     |     | Swimming Pool, National Sports Complex |

| 6 tháng 12 năm 2009 14:30 UTC+7 | Game 4 | INA                                  | 11–8 | THA | Swimming Pool, National Sports Complex |
| 6 tháng 12 năm 2009 14:30 UTC+7 | Game 4 | Điểm số theo 15p: 3-1, 1-2, 4-3, 3-2 |      |     | Swimming Pool, National Sports Complex |

| 7 tháng 12 năm 2009 13:00 UTC+7 | Game 5 | INA                                  | 8–13 | PHI | Swimming Pool, National Sports Complex |
| 7 tháng 12 năm 2009 13:00 UTC+7 | Game 5 | Điểm số theo 15p: 2-2, 1-3, 4-3, 1-5 |      |     | Swimming Pool, National Sports Complex |

| 7 tháng 12 năm 2009 14:30 UTC+7 | Game 6 | THA                                  | 5–8 | SIN | Swimming Pool, National Sports Complex |
| 7 tháng 12 năm 2009 14:30 UTC+7 | Game 6 | Điểm số theo 15p: 0-1, 3-1, 0-2, 2-4 |     |     | Swimming Pool, National Sports Complex |